# Ferry Souvan
Ferry (tudi Fery, polno ime Ferdinand) Souvan, slovenski besedilopisec, skladatelj in podjetnik * 1. maj 1919, Volčji Potok, † 31. oktober 1974, Ljubljana
Ferry Souvan je bil prvi pisec besedil za Ansambel bratov Avsenik. Zanje je ustvaril tudi nekaj največjih uspešnic, med njimi Tam, kjer murke cveto, Večer na Robleku, Na mostu in Pri Jožovcu.

## Življenje
Ferry Souvan se je rodil 1. maja 1919 v dvorcu v Volčjem Potoku. Bil je najmlajši izmed treh otrok, imel je namreč starejšo sestro Elzo in brata Leona mlajšega. Njegov oče Leon Souvan je bil znan slovenski trgovec z blagom in lastnik dvorca s posestvom v Volčjem potoku pri Kamniku. Udejstvoval se je tudi kot glasbenik in slikar. Njegova mama Helena, rojena Sponer, je izhajala iz Moravske in je bila dobra poznavalka sodobnih načinov kmetovanja. Leta 1936, ko je bil Ferry star 17 let, je naredila samomor. Njegov dedek je bil znan ljubljanski trgovec Ferdinand Souvan, ki je tudi podpiral slovenska narodna in trgovska društva.
Ferry je študiral na Poslovni univerzi Luigi Bocconi v Milanu, kjer je najprej diplomiral, pozneje pa tudi doktoriral iz ekonomije. Zaradi študija v Italiji je bil sumljiv povojnim oblastem, ki so ga za nekaj časa celo zaprle, vendar mu kakršnegakoli sodelovanja z okupatorjem niso mogli dokazati.
Oče ga je učil igranja na klavir, harmoniko, klarinet in saksofon. Prvo klavirsko harmoniko mu je kupil, ko je bil star 8 let. V času študija je svoje glasbeno znanje še izpopolnil. Ker ni mogel dobiti ustrezne službe, je leta 1946 ustanovil svoj zabavni ansambel, v katerem je igral tudi poznejši avsenikov kitarist Lev Ponikvar. Sam je večinoma igral harmoniko, včasih pa je poprijel tudi za druge inštrumente. Dolga leta so redno nastopali v kavarni Nebotičnik in v baru hotela Slon. Izvajali so predvsem jazz, je pa Ferry tudi sam skladal.
K pisanju za Avsenike ga je povabil Vilko Ovsenik, s katerim se je dobro poznal. Eno prvih besedil je bilo Tam, kjer murke cveto, za katerega je navdih dobil med obiskom doline Drage na pobudo bratov Avsenik. Pri tem se je pripetila zanimiva anekdota. V prvi verziji besedila je Ferry napisal »Tam, kjer encijan rdeč, ves prešerno dehteč, nežno vabi ...« Avseniki so po celonočnem snemanju končno uspeli posneti skladbo, nato pa jih je klical zaskrbljeni Ferry, ki je ugotovil, da je encijan modre barve. Besedilo so spremenili v »Tam, kjer encijan plav, ves prešerno bahav, nežno vabi ...« Tako je tudi ostalo. Pozneje je zanje napisal še več besedil, veliko skladb je bilo zelo uspešnih. Nekaj besedil je napisal tudi za druge izvajalce.
V zrelih letih se je preizkusil v gospodarstvu. Umrl je 31. oktobra 1974 v Ljubljani. Pokopan je na Homcu pri Kamniku.

## Besedila

### Ansambel bratov Avsenik
- Čakala bom
- Če vinček govori
- Čujte me, čujte
- Dobro jutro, striček Janez
- Ej, mornar ti moj
- Hodil po gozdu sem
- Iz Bohinja
- Ja, ja, k' je luštno
- Jej, jej, k'mam težko glavo
- Jesenska
- Kadar bom vandral
- Kaj poreče mam'ca moja
- Kovaška
- Lepe ste ve, Karavanke
- Lunco poglej
- Moj rodni kraj, moj rodni dom
- Na mostu
- Na Šmarno goro
- Na tebe pa požvižgam se
- Na zapravljivčku
- Nabrala bom šopek cvetja
- Narodna noša
- Nerodni France
- Ostal sem sam
- Otoček sredi jezera
- Pastirček
- Planinsko veselje
- Plovi, plovi
- Po nevesto
- Po sončnih livadah
- Pod lipco
- Potepuh
- Prelepa Gorenjska
- Pri Jožovcu
- Prišla pomlad bo spet
- Reci le zakaj
- Rezka
- Rudarjem
- Sankaška polka
- So mam'ca mi d'jali
- Sonce zašlo je že
- Srečno pot
- Stara polka
- Stari mlin
- Tam, kjer murke cveto
- Tihi studenček
- V Hrašah 'mam pa tetko
- V moji čumnati
- Večer na Robleku
- Vlak drvi
- Vrh planin
- Zapojte z nami
- Zinka, Zefka, Zofka
- Žalostna deklica
- Žalostno poje zvon prek daljave

### Drugi izvajalci
- Ansambel Borisa Franka z Zadovoljnimi Kranjci - Ne bom te prosil, Stari zvonik, Susy, Ta šmentana reč, Ura, Vaški zvon
- Ivanka Kraševec - Morje, morje, Preženi mojo žalost, Violino tzigano, Zvončkova ljubezen
- Matija Cerar - Kmalu bom spet pri tebi, Ljubezen v aprilu
- Stane Mancini - Pridi kmalu spet